# Nedre Zap

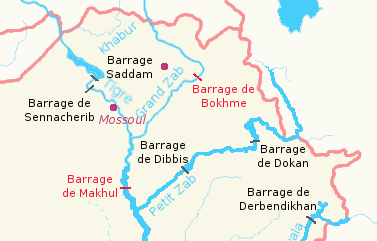
Floden Nedre Zap (Petit Zap på kartan).

Nedre Zap (kurdiska: Zēʾi Koya, arabiska: الزاب الاسفل, persiska: زاب کوچک, akkadiska: Zabū šupalū, syriska: ܙܒܐ ܬܚܬܝܐ ) är en flod mellan Iran och Irak. Den är 402 km lång och rinner upp i Zagrosbergen i västra Iran och mynnar i Tigris i provinsen Kirkuk i norra Irak.